# 鼓脹新透明介
鼓脹新透明介（学名：Neopellucistoma inflatum）为魚形介科新透明介屬下的一个种。